# Фрейгейр

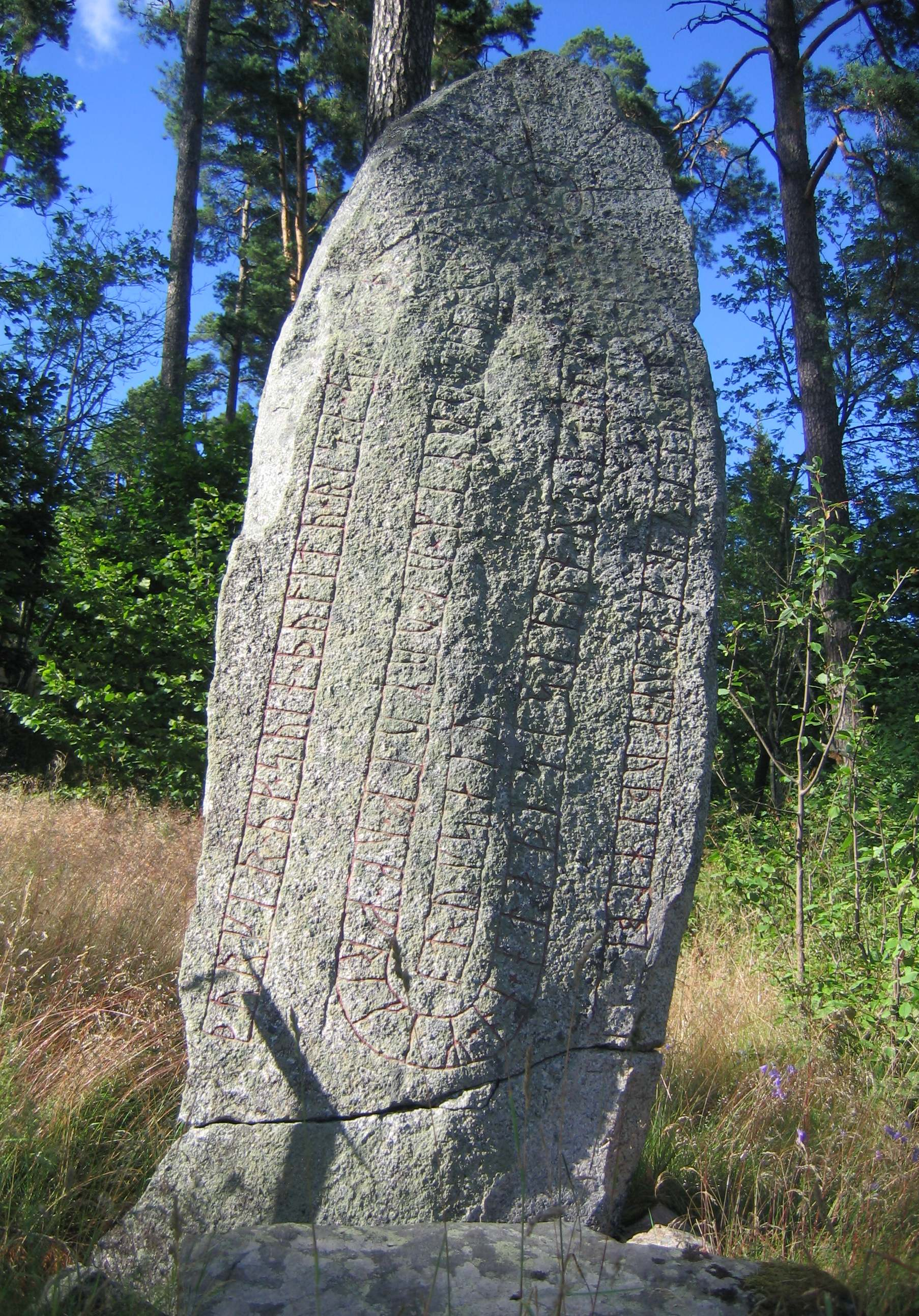
Надпись на руническом камне U 518 рассказывает о смерти Фрейгейра

Фрейгейр (древнескандинавский: FrøygæiRR, современный шведский: Fröger) был вождем викингов, который, вероятно, возглавлял лейдангскую экспедицию. Считается, что он проживал в 1050-х годах на побережье Балтийского моря и его имя было идентифицировано на шести рунических камнях: Gs 13, DR 216, U 518, U 611, U 698 и U 1158. Одного из трёх братьев, упомянутых на руническом камне Стенквиста (Sö 111), украшенном языческим символом (Мьёльнир), также звали Фрейгейр.
На руническом камне Gs 13 сообщается, что Фрейгейр является лидером экспедиции в Тавастию:
Gs 13: Бруси воздвиг этот камень в память об Эгиле, своём брате. И он умер в Тафеисталанде, когда Бруси принес (= возглавил?) земельный сбор (?) (= армию) в память о своем брате. Он путешествовал с Фрейгейром. Да поможет Бог и Богоматерь его душе. Свейн и Асмунд, они оставили знаки.

## Заметки
1. ↑  Jansson 1980:24
2. ↑  Pritsak 1981:357
3. ↑  Pritsak 1981:397ff
4. ↑  Rundata